# Падус
Падус (устар. Терма-йоки; в Финляндии — фин. Törmäoja, в верховье фин. Joutenoja) — река в Финляндии и России, протекает по Лапландии и Мурманской области. Устье реки находится в 104 км по правому берегу реки Нота. Длина реки составляет около 25 км.

## Данные водного реестра
По данным государственного водного реестра России относится к Баренцево-Беломорскому бассейновому округу, водохозяйственный участок реки — Тулома от истока до Верхнетуломского гидроузла, включая Нот-озеро. Речной бассейн реки — бассейны рек Кольского полуострова, впадает в Баренцево море.
Код объекта в государственном водном реестре — 02010000312101000001554.